# Dive in Tokyo
『Dive in Tokyo』（ダイブ・イン・トウキョウ）は、NHKワールドTVで2023年4月から放送されている東京都の探訪番組である。
2021年に行われた2020年東京オリンピック・2020年東京パラリンピックを契機に、再び国外から日本へ旅行する人たちが増えてきているが、この番組では日本の首都である東京の古くからの歴史・伝統と、新しい文化の融合などを、在日外人や外国からの旅行客がレポーターとなり、街並みや古地図などを手掛かりに新たな東京の魅力を発見していくというものである。

## 放送日時
- 水曜9:30ｰ10:00（初回）、14:30-15:00、19:30-20:00
- 木曜0:30ｰ1:00、6:30-7:00